# Русова Веке (Караш-Северин)
Русова Веке (рум. Rusova Veche) насеље је у Румунији у округу Караш-Северин у општини Берлиште. Oпштина се налази на надморској висини од 103 m.

## Историја
По "Румунској енциклопедији" место се први пут помиње 1471. године. Ту је 1717. године пописано 20 кућа. Али на карти из 1723. године јављају се два места једно поред другог, Стара Русова и Нова Русова. У Новој Русови населили су се Румуни из Олтеније. Изграђена је православна црква у насељу 1823. године.
Аустријски царски ревизор Ерлер је 1774. године констатовао да место "Стара Русова" припада Илидијском округу, Новопаланачког дистрикта. Становништво је било претежно влашко.

## Становништво
Према подацима из 2002. године у насељу је живело 87 становника, од којих су сви румунске националности.